# Alfafar (kommunhuvudort)
Alfafar är en kommunhuvudort i Spanien.   Den ligger i provinsen Província de València och regionen Valencia, i den östra delen av landet, 300 km öster om huvudstaden Madrid. Alfafar ligger 7 meter över havet och antalet invånare är 20 853.
Terrängen runt Alfafar är platt. En vik av havet är nära Alfafar österut.Runt Alfafar är det mycket tätbefolkat, med 4 343 invånare per kvadratkilometer. Närmaste större samhälle är Valencia, 5,9 km norr om Alfafar. Trakten runt Alfafar består till största delen av jordbruksmark.